# レオ・ベークランド
レオ・ヘンドリック・ベークランド（Leo Hendrik Baekeland, 1863年11月14日 – 1944年2月23日）はベルギー生まれのアメリカ合衆国の化学者、発明家。合成樹脂「ベークライト」を発明、工業化に成功し、「プラスチックの父」とよばれる。

## 来歴
ベルギーのヘントで靴屋と家政婦の息子として生まれる。ベークランドはヘント大学で博士号を取得した後に、1889年にアメリカに移住した。
ベークランドの初期の成功した発明は印画紙「ベロックス」だった。ベロックスは従来の印画紙よりも高感度であり、それまで焼付けには自然光が必要だったが、これによって室内の人工光でも作業ができるようになり作業効率が一気に改善されることになった。1898年、ベークランドはコダック社にベロックスについての彼の特許を750,000ドルで売却し、そのお金でニューヨークに私設研究所を建てた。
次に彼が目標としたのは、ペンキの原料「セラック」の代用品を見つけることだった。セラックはラックカイガラムシの樹脂様の被覆物質を抽出したもので、有機溶媒に溶かして塗料の原料とされる。それら天然樹脂と繊維の多くが、ポリマーだと認識され始めた頃だった。ベークランドは、フェノールとホルムアルデヒドの反応を研究し、可溶性フェノール・ホルムアルデヒド・セラックを開発し、「ノボラック (Novolak)」として売りに出した。しかしこれは市場での成功にはつながらなかった。
つぎにベークランドは、アスベストの結合剤（その当時アスベストは天然ゴムで固められていた）の開発に着手した。そして、1907年にフェノールとホルムアルデヒドの反応時の圧力と温度を制御することで、完全な人工合成樹脂「ベークライト」の合成に成功し、その特許を取得した。
ベークランドは1916年にイギリスに訪れ、10年前にベークライトと同じフェノール樹脂の合成に成功していたジェームズ・スウィンバーンに会い、共同でジェネラル・ベークライト社を立ち上げた。ベークランドは、ベークライトを販売することで億万長者のひとりとなった。そして、1924年9月22日にタイム誌の表紙を飾ることになった。1917年よりコロンビア大学で客員講師として教鞭を執った。
ベークランドは、その後1939年にユニオンカーバイド社にジェネラル・ベークライト社を売却し引退した。引退後は、彼のフロリダの広大な住宅の庭を造園することに熱中するようになった。1944年、ベークランドはニューヨーク州ビーコンの療養院で脳溢血のため亡くなった。ベークランドはスリーピーホロー墓地に埋葬された。
1978年にベークランドは全米発明家殿堂入りした。

## ベークライト
ベークライトの発明は、プラスチック時代の到来を意味していた。それまでに、半合成樹脂であるセルロイドは象牙の代用品として出回っていたが、ベークライトは完全に人工的な合成樹脂だった。
ベークライトは熱硬化性のフェノール樹脂で、絶縁性に優れていたため、電話やラジオの絶縁体として広く使われるようになった。また、特許が切れた1920年代からは様々な会社で開発されたカラフルなベークライトが登場し、アクセサリーや日用品に加工されるようになった。これらのベークライト製品はその後のプラスチック製品とは発色や手触りが違うことから、現在はアンティークのひとつとしてコレクションの対象となっている。
ベークライトは製造の過程で爆発の危険があるなどしたため、その後、改良されたプラスチックが普及し、1960年代には姿を消すことになった。

## 主な受賞歴
- 1910年 ウィリアム・H・ニコルズ賞
- 1913年 ウィラード・ギブズ賞
- 1916年 パーキンメダル
- 1940年 フランクリン・メダル
- 1978年 全米発明家殿堂選出